# Municipio de Franklin (Dakota del Norte)
El municipio de Franklin (en inglés: Franklin Township) es un municipio ubicado en el condado de Steele en el estado estadounidense de Dakota del Norte. En el año 2010 tenía una población de 41 habitantes y una densidad poblacional de 0,44 personas por km².

## Geografía
El municipio de Franklin se encuentra ubicado en las coordenadas 47°32′9″N 97°54′37″O / 47.53583, -97.91028. Según la Oficina del Censo de los Estados Unidos, el municipio tiene una superficie total de 93.21 km², de la cual 92,83 km² corresponden a tierra firme y (0,41 %) 0,38 km² es agua.

## Demografía
Según el censo de 2010, había 41 personas residiendo en el municipio de Franklin. La densidad de población era de 0,44 hab./km². De los 41 habitantes, el municipio de Franklin estaba compuesto por el 90,24 % blancos, el 9,76 % eran amerindios. Del total de la población el 0 % eran hispanos o latinos de cualquier raza.